# Metalimnobia (Tricholimonia) schoutedeni
Metalimnobia (Tricholimonia) schoutedeni is een tweevleugelige uit de familie steltmuggen (Limoniidae). De soort komt voor in het Afrotropisch gebied.